# Resolució 1274 del Consell de Seguretat de les Nacions Unides
La Resolució 1274 del Consell de Seguretat de les Nacions Unides fou adoptada per unanimitat el 12 de novembre de 1999. Després de recordar totes les resolucions sobre la situació a Tadjikistan i al llarg de la frontera entre l'Afganistan i Tadjikistan, el Consell va prorrogar el mandat de la Missió d'Observadors de les Nacions Unides a Tadjikistan (UNMOT) per un període de sis mesos fins al 15 de maig de 2000 i tractar els preparatius per a les properes eleccions parlamentàries al país.
En el preàmbul de la resolució, el Consell va observar que s'havien avançat significativament en el progrés de la pau a Tadjikistan. L'Oposició Tajik Unida (UTO) va dir que dissoldria les seves unitats i la Cort Suprema havia aixecat les restriccions i la prohibició dels partits polítics de la UTO. Va reconèixer que les eleccions presidencials es van celebrar el 6 de novembre de 1999. La situació de seguretat s'havia mantingut tranquil·la a la major part del país, tot i que algunes zones es mantenen tibants.
Es va demanar a les parts que adoptessin més mesures per aplicar plenament l'acord de pau i preparatius per a unes eleccions parlamentàries lliures, justes i democràtiques. El Consell va reiterar la importància de la participació de les Nacions Unides i l'Organització per a la Seguretat i la Cooperació a Europa en l'elaboració i seguiment de les eleccions parlamentàries, ja que va ser l'últim gran esdeveniment en la fase de transició prevista a l'acord de pau.
La situació humanitària a Tadjikistan va continuar sent una preocupació per al Consell de Seguretat, i es va demanar als Estats membres que realitzessin contribucions voluntàries a projectes de desmobilització i reintegració i suport a les eleccions.
Es va demanar al secretari general Kofi Annan que informés sobre la situació al país després de les eleccions parlamentàries i dins dels quatre mesos següents a l'aprovació de la resolució actual, en particular pel que fa al futur paper de les Nacions Unides a Tadjikistan.